# Rio Jangada
O rio Jangada é um curso de água que banha os estados  do Paraná e de Santa Catarina. É o ponto mais meridional do Paraná.